# Behålös

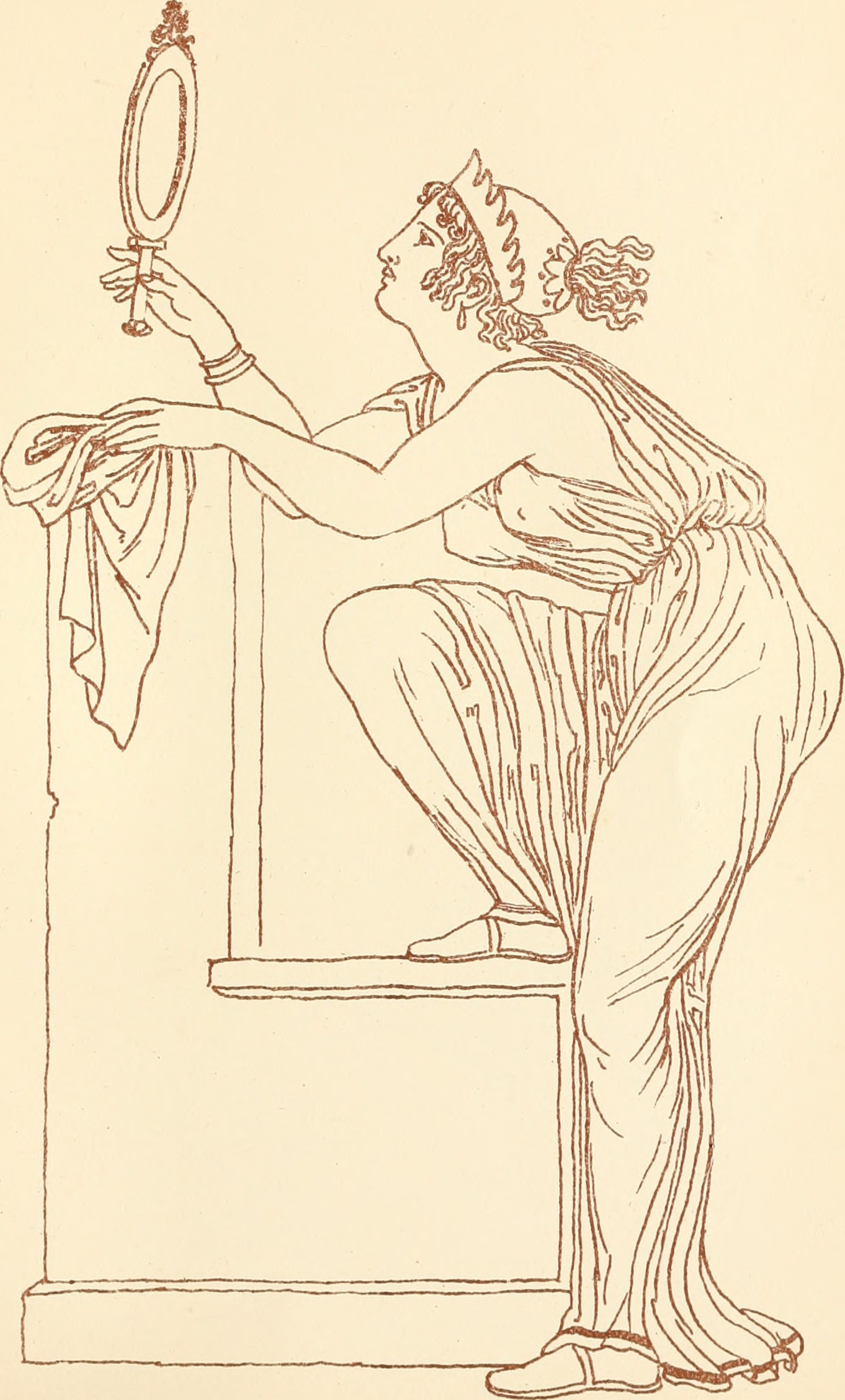
Romantikens mode inspirerades under sent 1700-tal av antikens grekiska dräkt.

Behålös (även bh-lös, motsv. eng. braless eller No Bra, ’utan behå’) är ett klädskick där kvinnor inte använder behå eller motsvarande. Skälen till att vara behålös kan vara flera, rådande mode, ett feministiskt ställningstagande, att det är bekvämt, åsikten att behå är onödig, en förhoppning att väcka uppmärksamhet eller något annat. I vissa fall kan valet mötas av oförståelse om det inte har sanktion i omgivningens klädkod eller samtidens mode, som varierar geografiskt och genom tiderna.

## Begreppet behålös

Napoleons syster Pauline Bonaparte 1806.

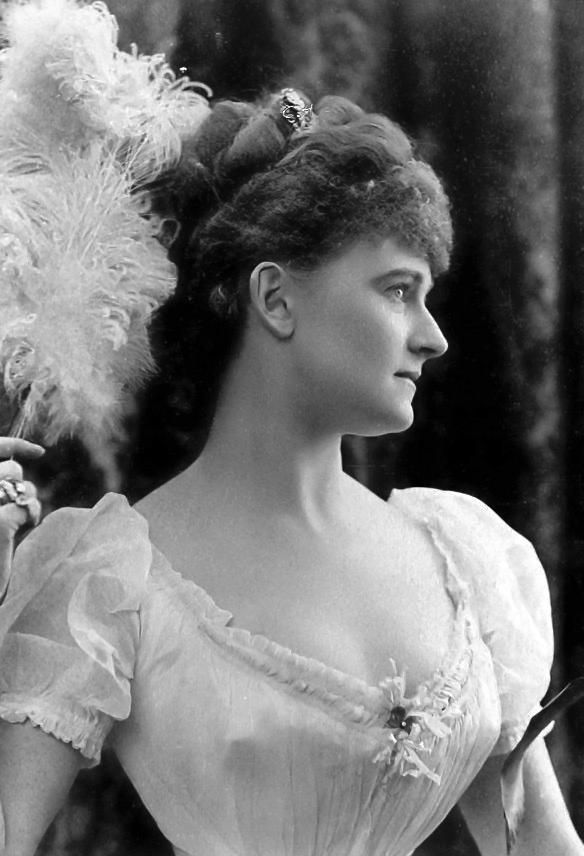
Daisy Greville, Countess of Warwick, sent 1880-tal.

Orden dekolletage, topless och behålös beskriver frånvaro av täckande klädsel eller plagg. Dekolletage har sedan lång tid, med undantag för den viktorianska perioden 1840–1890, varit ett etablerat mode, särskilt i högre samhällsklasser och i högtidsdräkt. Topless har varit oproblematiskt i många utomeuropeiska kulturer, och vanligt i väst under tiden 1975–1995 i samband med sol och bad, senare främst i protestaktioner. Ett ”behålöst” klädskick har förekommit i äldre folkkultur, men även funnits i det ”högre modet”, särskilt under romantiken och nyromantiken, samt under åren 1968–1980 och internationellt i väst efter omkring år 2015.
Normer kring att dölja eller visa vissa kroppsdelar är social och kulturell. Bröst är en viktig symbol för femininitet. I väst har en motvilja mot exponering av kvinnobröst och bröstvårtor existerat sedan 1840-talets viktorianism. Kvinnors bröstvårtor uppfattades (till skillnad från mäns) vara en intim kroppsdel, som i viktoriansk tankevärld skulle döljas av samma skäl som könsorganet, och exponering är fortfarande ett brott i många länder. Men fenomenet ”behålöst mode” fanns och debatterades redan i det sena 1700-talet. Däremot formades begreppet först under 1960-talet (termen "behålös" nämns tidigast 1964 i svensk press).[källa behövs]
Tänkare som Jean Baudrillard och David Le Breton har uppmärksammat att vår tids kroppsbild inte är en bild av vår kropp. Vi lever i en extrem era där kroppsbilden är en idealiserad ”superkropp”, och där den fysiska kroppen är devitaliserad med förstärkt yta. De verkliga kvinnorna lever därför i ständig spänning mellan samhällets bild av de ideala brösten och kvinnans önskan, möjligheter, ansträngningar och risker inför uppfyllandet av dessa ideal.
Modet har periodvis varierat och tillhandahållit två diametralt olika ideal, baserat på motsatta inställningar till kroppen. I vissa tider har en ytlig skönhet eftersträvats. Bantning, smink, operationer, korsetter och behå har varit verktyg för att uppfylla tidens ideal – stor, liten, rund, spetsig eller ingen byst alls, som på 1920-talet. I andra tider, då ”det naturliga” varit kroppsidealet, har behålöst mode haft en plats.

## Historia

### Bakgrund

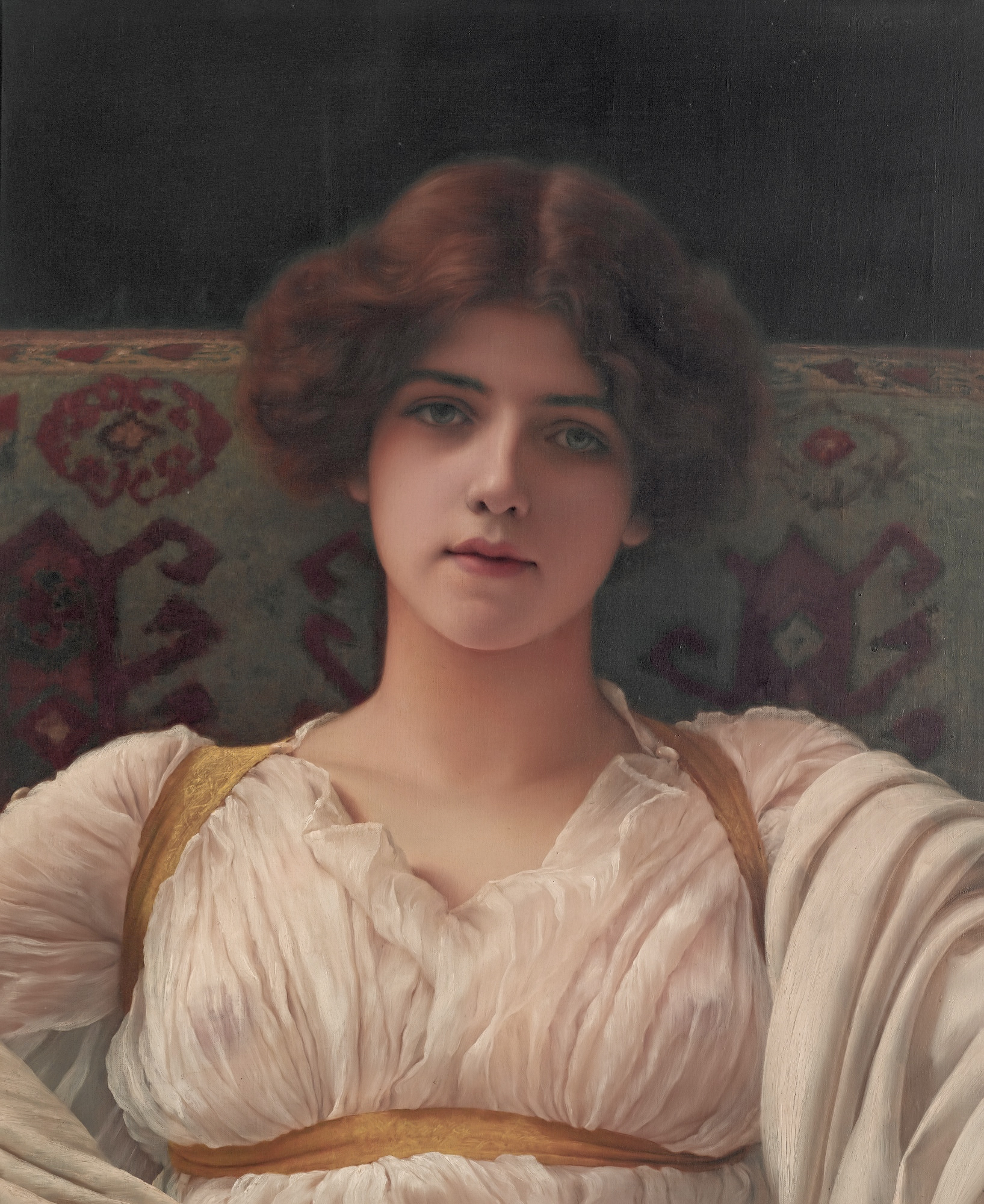
Skådespelaren Ethel Warwick, 1898.

Behå i modern mening etablerades först på 1930-talet och dess form, förstärkning och stoppning kunde anpassas efter modets önskade silhuett, men enklare motsvarigheter har funnits i äldre tid. Antikens kvinnor har vid behov burit brösthållare motsvarande en bandå. Senare kom korsetter, först för högre samhällsklasser, på 1800-talet mer utbrett. Den delades innan sekelskiftet i en nedre del och en övre, som kom att utvecklas till 1900-talets behå. 
Redan från renässansen finns avbildningar där kvinnors bröstvårtor framträder genom kläderna, kanske arrangerade, konstnärligt symboliska framställningar. Men från 1780, i förromantiken, finns ett behålöst dräktskick dokumenterat i porträtt. Det var ett klassiskt mode, del i direktoarstil och empir och tydligast i Frankrike. Korsetter försvann till förmån för en naturlig figur med hög midja. Kroppen tilläts vara synlig genom klädseln. Att bröst och bröstvårtor kunde anas genom klädseln ansågs vara en klassisk look. Brösten beskrevs i modet som estetiska och naturligt sexuella.
Modet var delvis inspirerat av omlottklänningar som bars av skådespelerskor i orientaliska roller. Ett porträtt av Marie Antoinette från 1783, med tunn vit muslin-klänning i tunikamodell, gjorde skandal eftersom klädseln ansågs opassande för en drottning, men den skapade ett mode. År 1784 besökte Abigail Adams Paris, och chockerades av fashionabla franska kvinnor, inklusive Madame Helvétius, med ”de mer avslöjande och skira versionerna av tidens klänningar”.

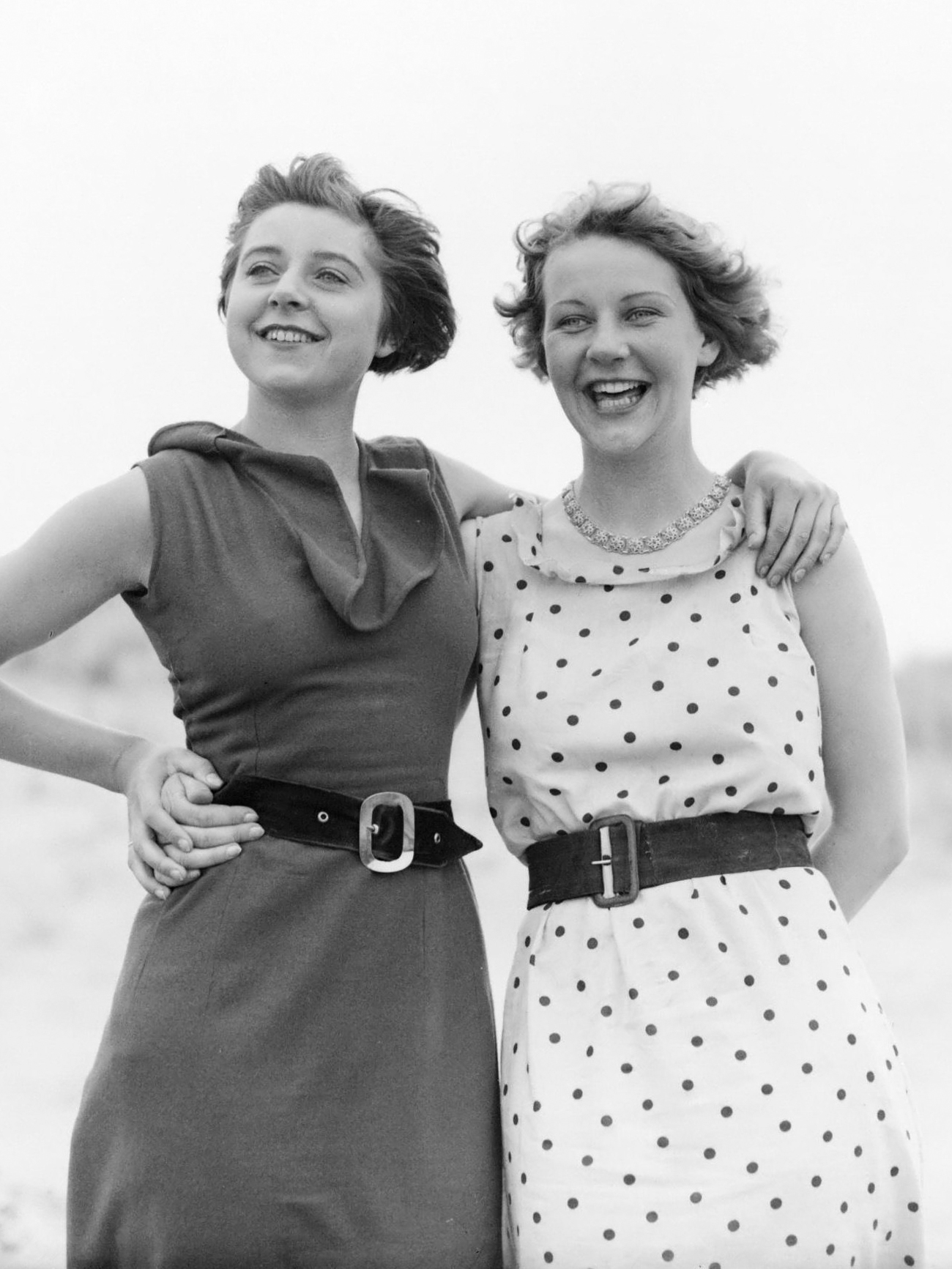
Cissy van Bennekom och Eva Waldschmidt, modebild 1932.

Än mer utpräglat blev modet under direktoartiden 1795–1799 genom Incroyables et Merveilleuses, en fashionabel och festande aristokratisk subkultur i Paris, med ännu mer transparenta linnen och flor med grekisk-romersk inspiration. Modet kritiserades, Horace Walpole menade att kläderna liknade peignoirer, underkläder. Andra stördes av de genomskinliga materialen siden, gas och muslin. Då textilen berörde kroppen skapades en nakenhet "à la grecque".
Louis-Sébastien Mercier beskrev franska kvinnors klädskick som "a la sauvage": "en skir muslin-klänning, buren över en kroppsfärgad bodystocking, med bröst, armar och fötter bara". Han befarade att dåtidens offentliga uppvisning av nakna skulpturer uppmuntrade denna oanständighet. Det transparenta kvinnomodet blev även föremål för satir från tidens tecknare, exempelvis Isaac Cruikshank.

### 1800–1960

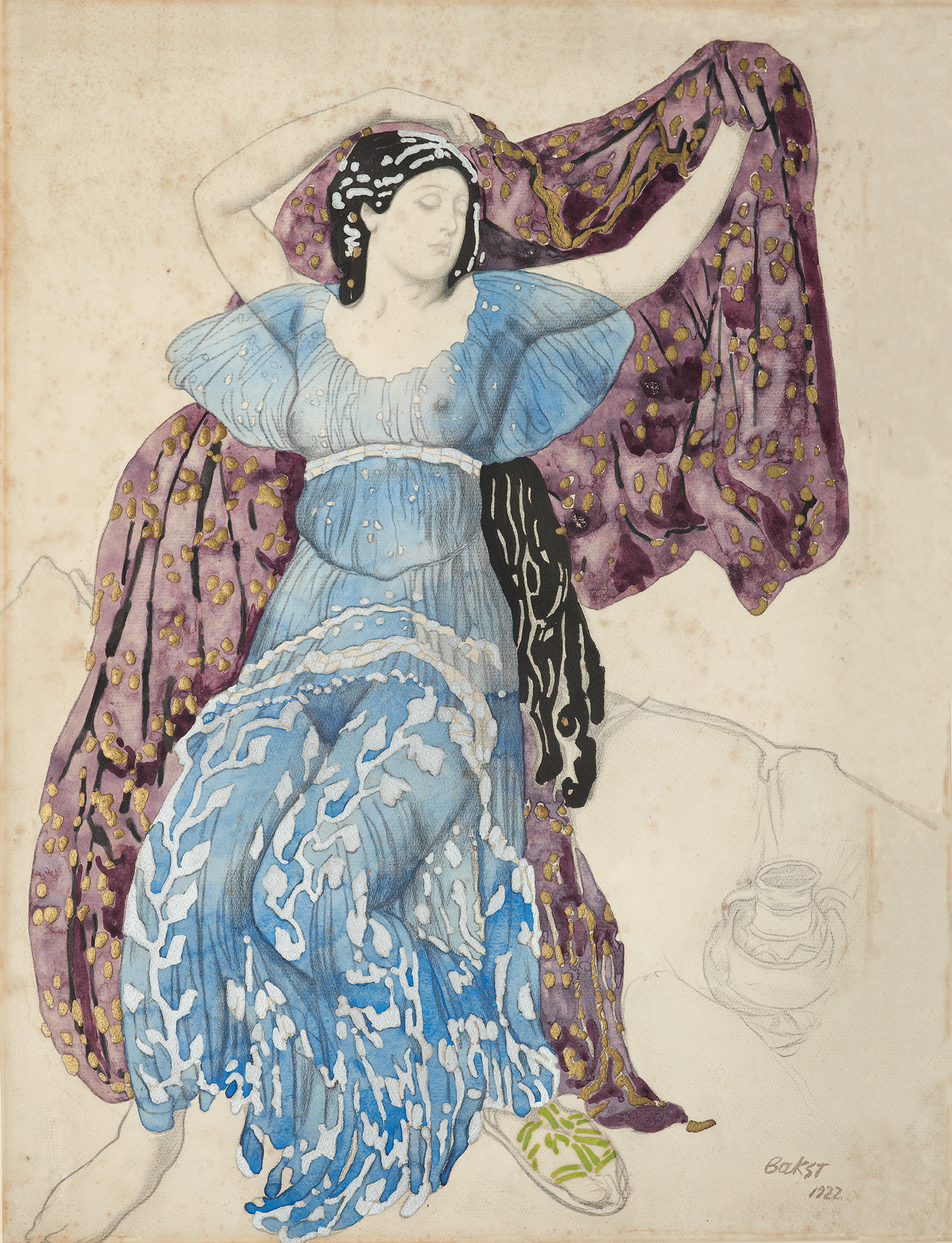
Scenkostym av Léon Bakst till föreställningen Narcisse på ryska baletten med premiär 1911.

Även under Napoleontiden fram till 1810 följde modet de klassiska naturliga idealen. Det avklädda modet uppfattades inte längre som provocerande och man accepterade till och med den antika idén om ”heroisk nakenhet”, med exempel som Antonio Canovas välkända skulpturer av kejsaren och hans syster.
Under det påföljande 1800-talet var kvinnors sommar- och aftonklänningar fortfarande en tid utförda av transparent textil. Men de blev efter hand mer fodrade eller burna över helt ogenomskinliga underkläder. Och från cirka 1830 blev korsetterna vanliga. Viktorianismen slog igenom. 
I mitten på 1800-talet kom den första vågens feminism, senare tätt knuten till sekelskiftets ”nyromantik” och en reformrörelse. En ”klädreform” förespråkades, men även en enklare livsstil, “tillbaka till naturen”, naturenlig odling, hälsokost, naturläkemedel, friluftsliv, vandring, nakenkultur, sexuell frigörelse, sociala och andliga reformer. Med Ellen Key i spetsen bildades den Svenska drägtreformföreningen, man ville frigöra kvinnorna från hård korsettering och snörliv. Istället för ojämställd modedräkt förespråkades en ledigare stil, med bekvämt linne och underbyxor. De propagerade för ett mjukare reformliv som på ett behagligt sätt stödde midja och byst. Det blev efterfrågat, men den gav inte tillräckligt stöd för alla, så när behån lanserades under 1900-talets första decennier kom många att lämna reformlivet.
I början av 1900-talet återkom orientalistisk transparens på scen, delvis inspirerat av Oscar Wildes ”De sju slöjornas dans" i Salome (1891), som opera 1905 av Richard Strauss. Transparensen utnyttjades först i tidens nya fridans av Loie Fuller och Ruth St. Denis. Hos Isadora Duncan, Mary Wigman och andra hämtades inspirationen snarare från klassiskt grekiskt dräktskick. I det allmänna modet uppmärksammades år 1913 även en så kallad "x‑ray dress" i USA. Den menades ha alltför tunt tyg "thinner than a cigarette paper" och polisen fick order att agera. Året därefter tog modehuset Worth i Paris fram ett ännu tunnare tyg för sin egen "x‑ray dress".
Den första moderna behån patentsöktes 1914 i USA. Men under 1920-talet hade moderna kvinnor anammat "garçonne"-modet, en stil kallad flapper. Man skulle vara ung och pojkaktig: ha kort hår, platt byst och rak midja. ”Under 1920-talet var det ’fult’ att visa sig kvinnlig”. Som tillplattande behå användes en så kallad bröstplattare. 
Trots att modern behå fanns i handeln från mitten av 1920-talet, fick den inte bred användning förrän långt in på 1930-talet. Under denna tid fanns ett behå-löst mode som åtminstone var tydligt i amerikanska filmer med exempelvis Clara Bow, Carole Lombard och Jean Harlow.
Efter införandet av den frivilliga amerikanska filmcensuren, ”Hays code”, år 1934, tilläts inte synliga bröstvårtor.
Från 1940-talet blev modet "kurvigare" och behån blev allt mer etablerad. Modeindustrin kom genom åren att forma brösten på olika sätt, från 1950-talets bystdrottningar till 1960-talets "strutform".

### 1960–1980

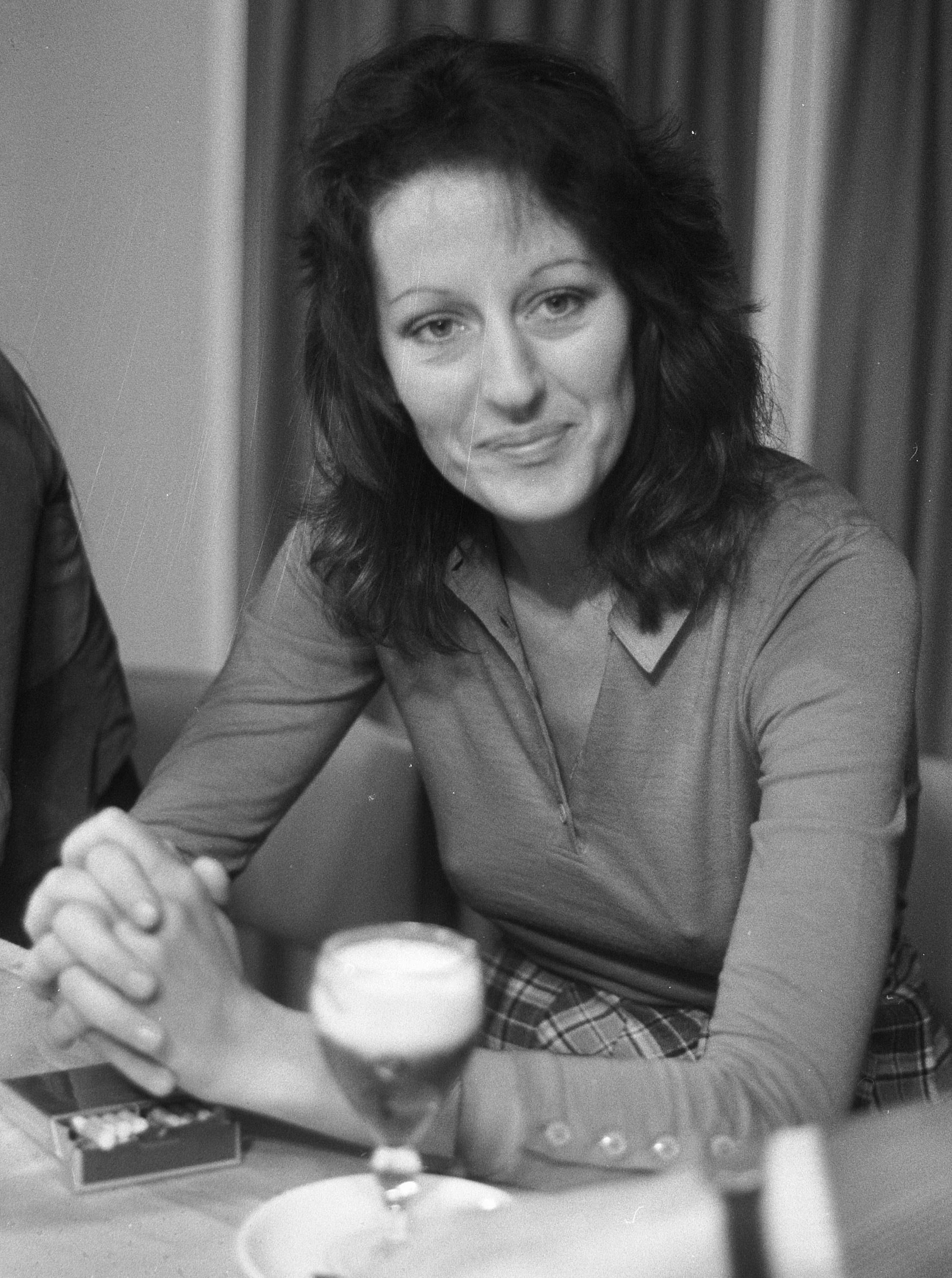
Författaren Germaine Greer, 1972, feminist och uttalad motståndare till behå.

Rudi Gernreich lanserade det behålösa modet på 1960-talet. Hans kroppsbaserade kläder under 1960- och 1970-talen speglade den nya sociala frigörelsen.
Gernreich drevs av ideella syften. Han arbetade mot tidens sexualisering av kroppen och mot föreställningar om kroppen som skamlig. Han revolterade mot sociala och religiösa regler i USA, och ville frigöra den nakna kroppen: “cure our society of its sex hang up”. 
Som dansare ville han befria kroppen från klädernas begränsning. År 1964 skapade han den första topless-baddräkten kallad "monokini". Samma år skapade han även en naturligt mjuk och elastisk “No Bra”, utan sömmar", helt olik dåtidens hårda skulpterande spetsformade modeller. Den blev en framgång och utvecklades i flera versioner. Han kom på omslaget till Time 1967. I Life gav han sin vision av framtidens kläder 1970, en minimalistisk unisex-serie som kunde bäras av både män och kvinnor. Han förordade att hans kläder skulle bäras “braless”.
Designers som Yves St. Laurent bidrog till trenden genom skira blusar som var avsedda att bäras utan behå. Att bröstvårtor skulle kunna anas genom en t-shirt eller blus blev nästan en symbol.
År 1966, under hippie-eran, kom ett lagförslag i USA som skulle tvinga kvinnor att bära behå. I San Francisco protesterade två kvinnliga studenter genom att gå topless på universitetsområdet. Den 1 augusti 1969 deklarerades en “Anti-Bra Day” i San Francisco för att protestera mot myndigheternas krav på att bära detta "obekväma kvinnoplagg". Protesten fick många deltagare, trafiken blockerades, och några kvinnor tog av behån vid finansdistriktet.
Germaine Greer var en känd behå-kritiker och professor Lisa Jardine hörde henne år 1966 tala på Newnham College, Cambridge. Greer förklarade: 
[…] ”that there could be no liberation for women, no matter how highly educated, as long as we were required to cram our breasts into bras constructed like mini-Vesuviuses, two stitched white cantilevered cones which bore no resemblance to the female anatomy. The willingly suffered discomfort of the Sixties bra, was a hideous symbol of female oppression.”
Vid en protest mot Miss America 1968 kastade man symboliskt ett antal "instruments of female torture" i en "Freedom Trash Can", bland annat "bras, girdles, falsies, curlers, and copies of popular women's magazines".  Detta har i massmedia ofta beskrivits som “behåbränning”. 
Uppmärksamheten fick många kvinnor att sluta bära behå. Liksom åttio år tidigare, vid dräktreformföreningens kritik av korsetten, uppfattades nu behå vara ett exempel på hur kvinnors kläder skapade eller rentav deformerade kvinnors kroppar för att uppfylla mäns förväntningar. 
Germaine Greers bok The Female Eunuch (1970) blev förknippad med en "anti-bra movement". Men hon varnade för överdrifter och skrev: "Bras are a ludicrous invention" …"but if you make bralessness a rule, you're just subjecting yourself to yet another repression."

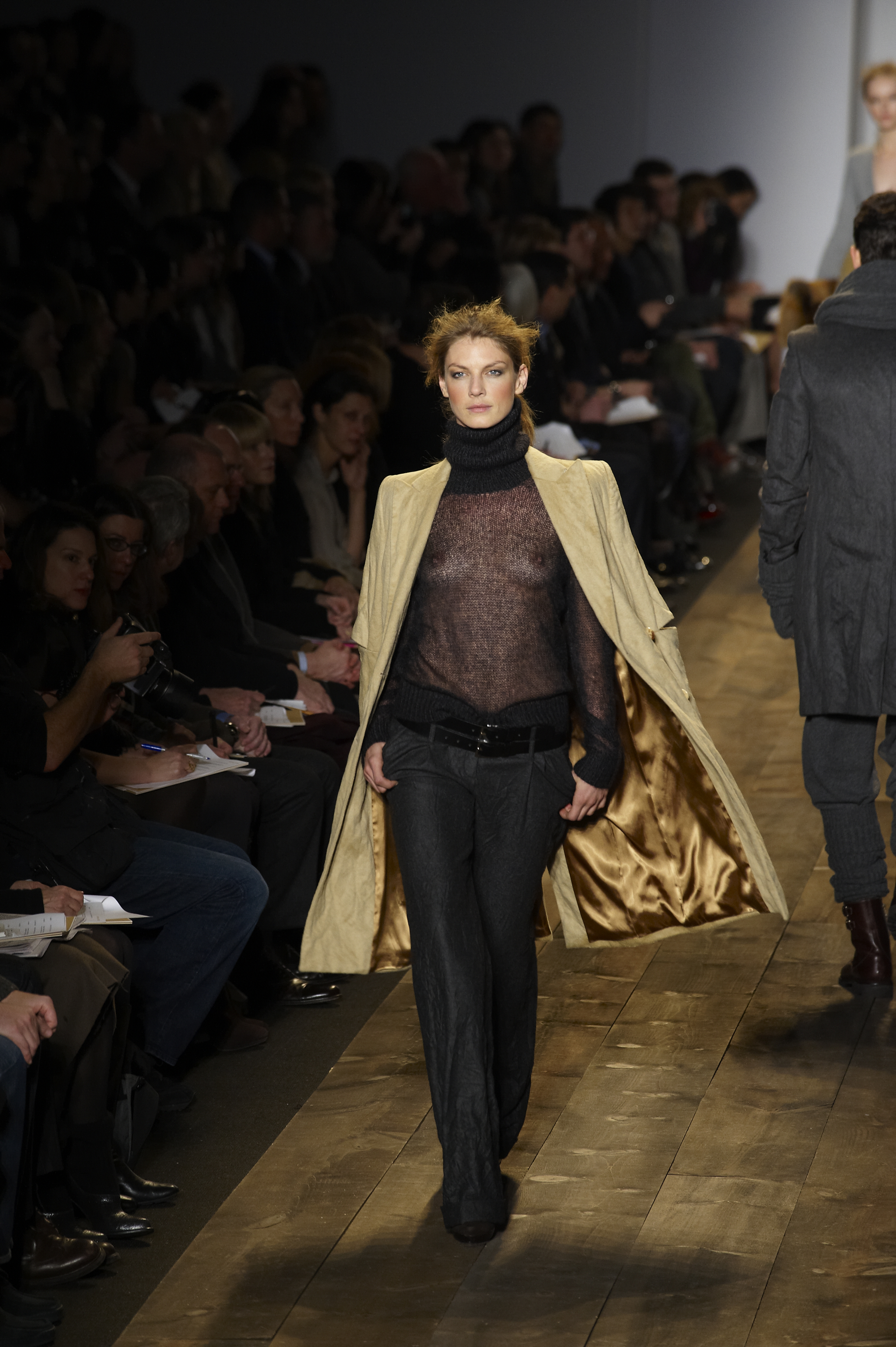
Behålöst har länge varit vanligt på catwalken, oberoende av modet. New York Fashion Week, 2010.

Det behålösa modet slog igenom snabbt på 1970-talet, först bland radikala feminister och unga kvinnor, därefter brett. Det blev uppfattat som modernt, ungt, fräscht och naturligt. Modet fick stöd genom massmedia, exempelvis TV-serien Charlies änglar som fick starkt genomslag 1976–1977. Farrah Fawcett har citerats: "When the show was number three, I figured it was our acting. When it got to be number one, I decided it could only be because none of us wears a bra."

### 1980–2010
Omkring 1980 blev behå åter modeplagg, nu i ännu fler variationer i form, förstärkning och stoppning, inte sällan med tydlig retrokänsla. Från 1990 blev det modernt att behå-banden skulle synas, och med inspiration från Madonna bars de ibland utanpå kläderna. Vissa kända personer fortsatte vara behålösa, exempelvis Kate Moss, men även Jennifer Aniston i den amerikanska TV-serien Friends (1994–2004).
Efter år 2000 kom en ”allmän politisk oro som rörde den ökade förekomsten av sexualiserade bilder” som ansågs motverka samhällets jämställdhetssträvanden. I dåvarande regeringens proposition, Makt att forma samhället och sitt eget liv – nya mål i jämställdhetspolitiken, 2005, hade ”sexualiseringen av det offentliga rummet” en egen rubrik. Detta skapade, vad man särskilt i Danmark menat vara nypuritanism, som dock kom att mötas av oförståelse från den yngre generationen. 

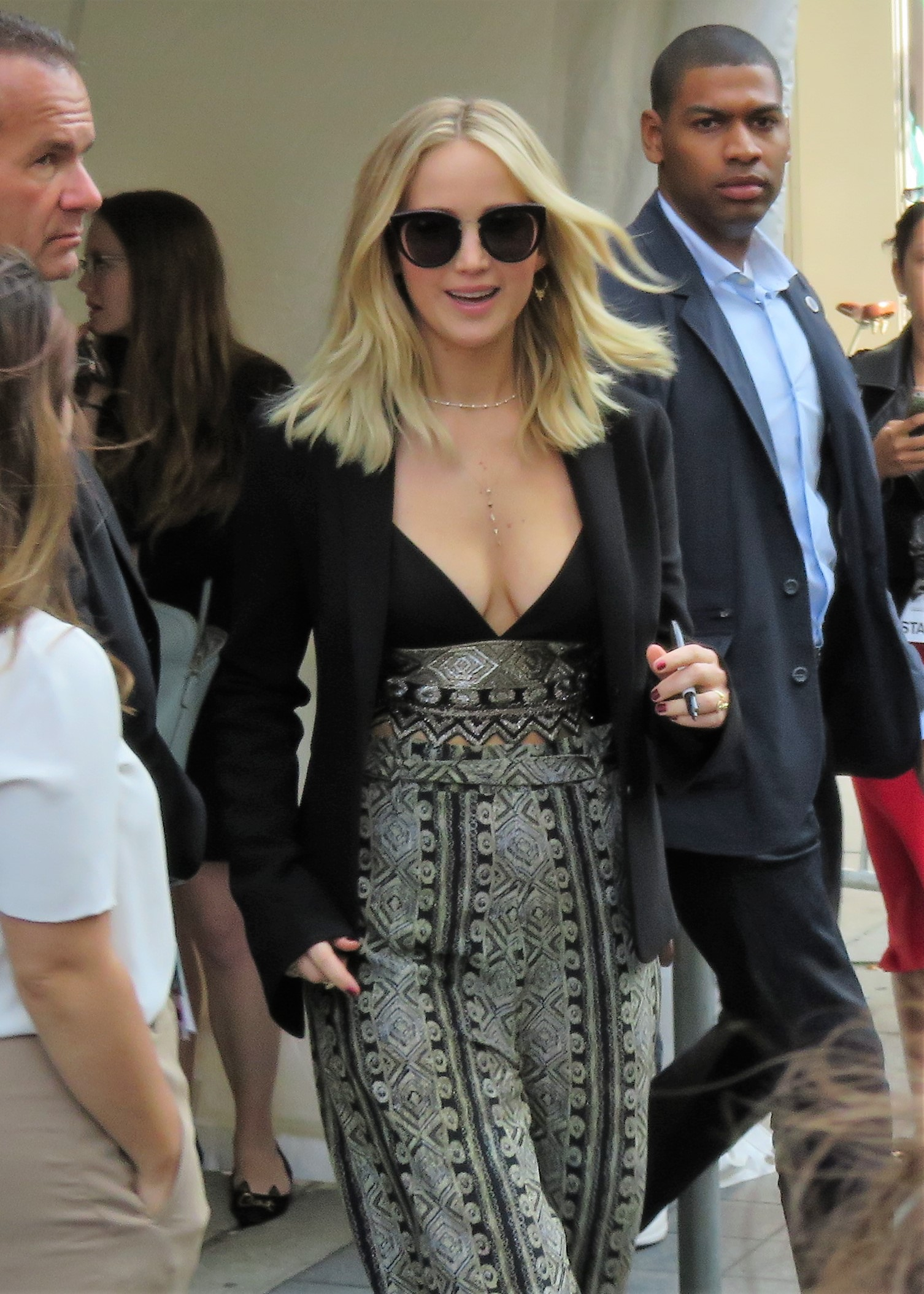
Ett djupt dekolletage (”plunging neckline”) tydliggör behålöshet. Jennifer Lawrence på Toronto Film Festival 2017.

Hösten 2007 ombads två unga kvinnor lämna badhuset i Uppsala eftersom de simmat några längder utan att skyla sina bröst med bikinitop. De protesterade, nätverket Bara Bröst bildades och fick hård kritik, men även stöd av bland annat Maria Ferm i Grön Ungdom. Stora förändringar skulle nu komma. År 2008 bildades Femen.  

### Från 2010
I Frankrike har behålöst mode länge varit accepterat men det väckte ändå viss medial uppmärksamhet då Rysslands president Dmitrij Medvedev år 2010 välkomnades till en officiell middag av den tidigare modellen och presidentfrun Carla Bruni i exklusiv klänning, uppenbart behålös. Samma år skrev Amy Sohn på Harpers bazaar: ”Where Have All the Bras Gone?”
År 2011 lanserades en temadag för att uppmärksamma samhällets och enskildas möjligheter att motverka bröstcancer. Dagen blev känd under namnet No Bra Day och fick stor uppmärksamhet, då kända personer tog till sig budskapet. År 2012 startade Lina Esco kampanjen Free the Nipple som fick stor internationell uppmärksamhet genom filmen med samma namn 2014. En bred rörelse för likabehandling samlades, framför allt i USA – det skulle inte vara skillnad på hur mäns och kvinnors bröstvårtor behandlades. 
Samtidigt kom en våg av kroppspositivism och kroppsaktivism. I en studie noterades 2017 att samtliga i studien deltagande kroppsaktivister "beskriver att det är en rättighet att få fler kroppar att synas, att ens kropp har rätt att finnas och att man inte behöver genomgå en förändring för att bli vacker - alla duger som man är.”
Allt om Stockholm hade 2015 ett reportage: ”Därför kastar vi bh:n – igen.” År 2018 skrev modetidningarna att “The No-Bra Movement Has Taken Over”. Samma år uppges Lina Esco ha vunnit kampen. Kvinnor hade fått ”the same bodily freedoms as men” och Victoria's Secrets intäkter hade under året minskat med 38 procent.
Kända skådespelerskor, modeller och andra kvinnor i USA, väljer sedan 2015 aktivt, på feministiska , eller andra grunder att ge stöd åt det behålösa modets renässans. Bland dem som uppmärksammats nämns exempelvis Kim Kardashian, Chrissy Teigen, Christina Milian, Kourtney Kardashian, Bella Thorne, Britney Spears, Kendall Jenner, Lady Gaga, Cara Delevingne, Demi Lovato, Jennifer Aniston, Jennifer Lawrence, Claire Danes, Rihanna, Miley Cyrus, Paris Jackson, Emma Watson, Zara Larsson.
Modet har även uppmärksammats i Shanghai, Beijing och andra större städer i Kina." men även i Korea och Afrika. 
I Sverige fick modet inte samma snabba genomslag, men har tydligt manifesterats medialt enstaka gånger, exempelvis då Loreen deltagit vid Polar Music Prize 2018 och 2019.. Men efter internationella "varumärken" som No Bra Club och efter en ny No Bra Movement och en No Bra Challenge på Tiktok
 har modet efter 40 år återkommit den varma sommaren 2020, även i Stockholm bland unga kvinnor. 

## Historiska exempel på porträtt och satirteckningar

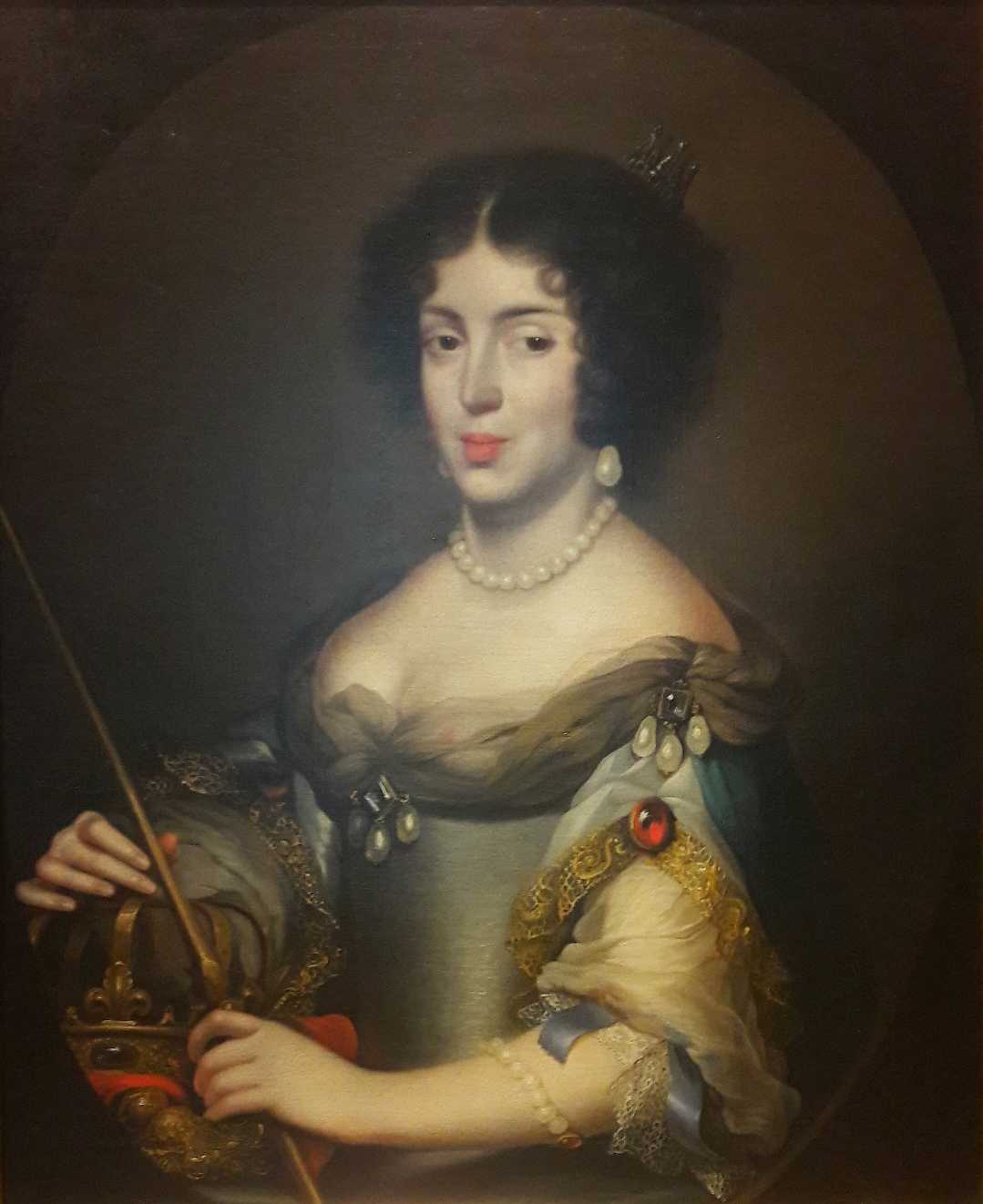
Marie Casimire Louise de la Grange d'Arquien, 1676, Polens drottning 1674-1696.
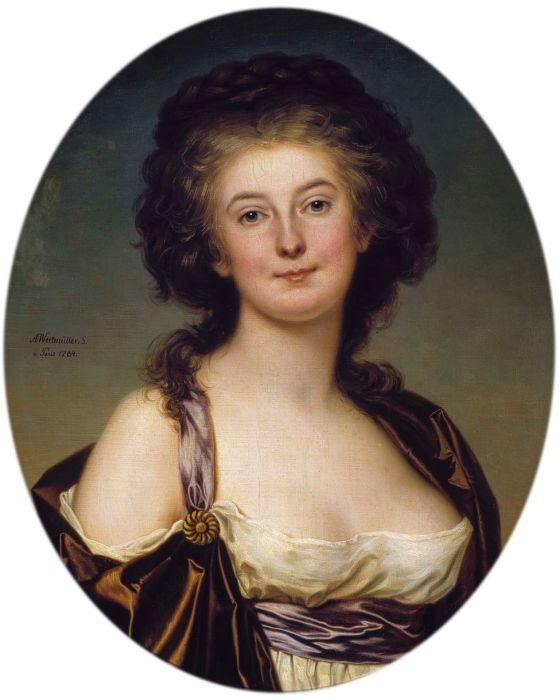
Operasångerskan Charlotta Eckerman 1784.
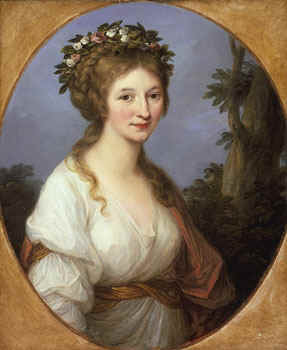
Grevinnan Dorothea von Medem 1785.
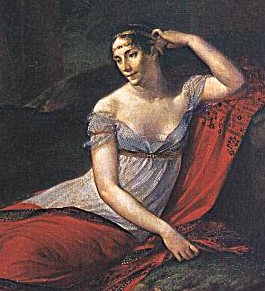
Kejsarinnan Josephine 1805.
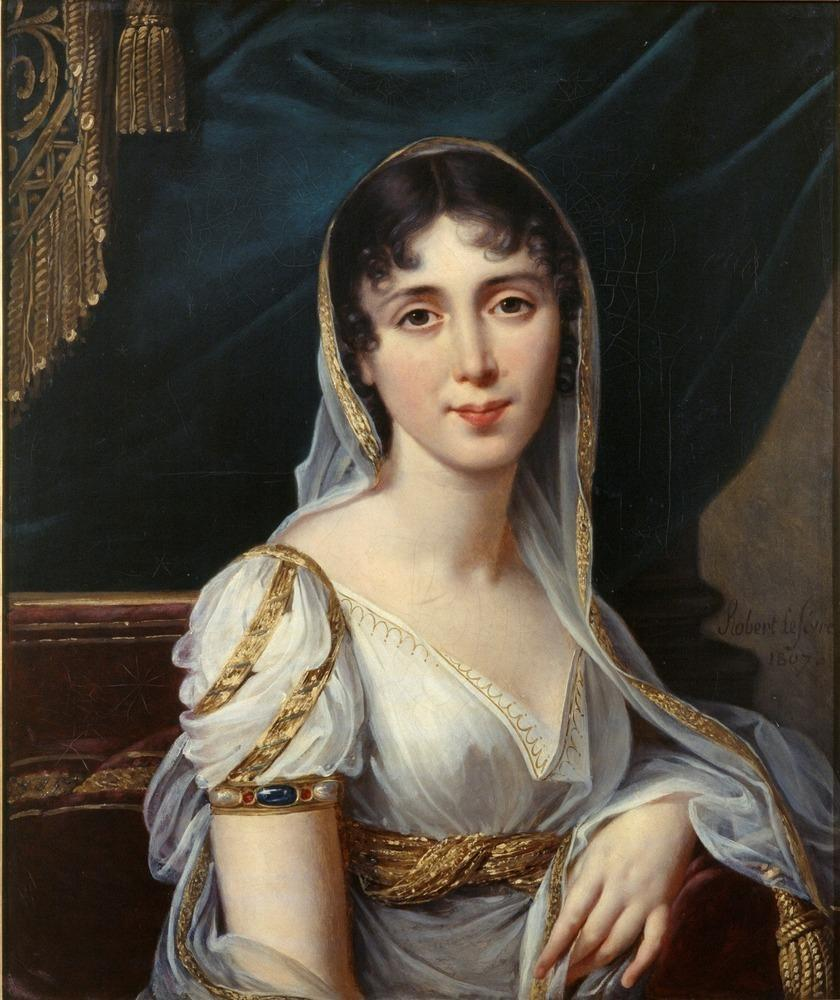
Drottning Desideria, 1807, Sveriges drottning 1818–1844.
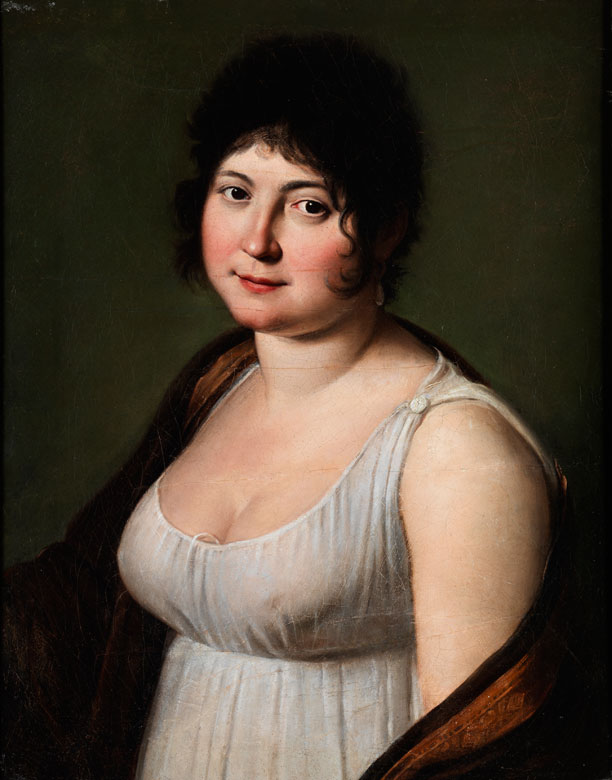
Ung kvinna i empireklänning, omkring 1810.
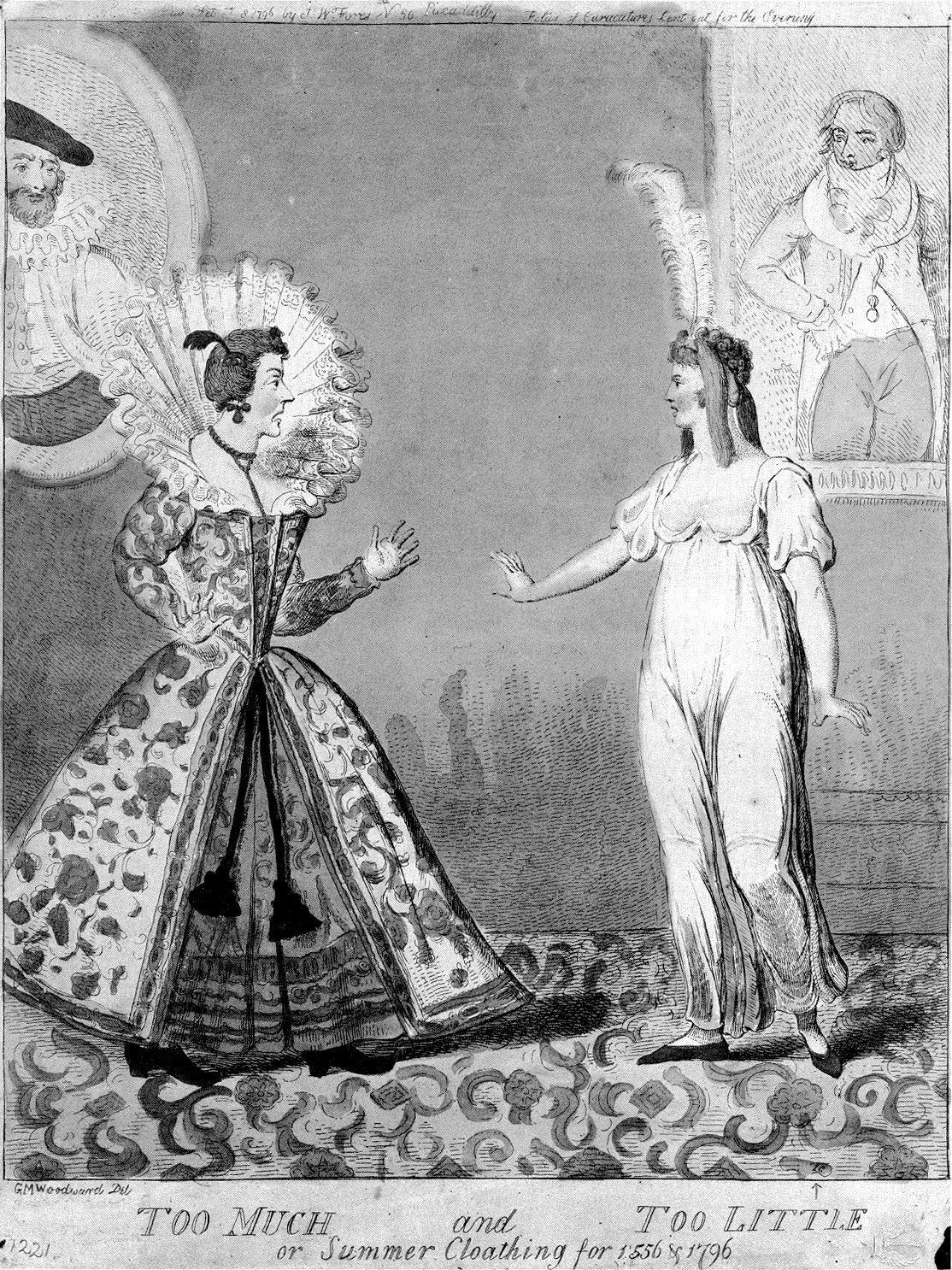
”För mycket och för lite”. Satir av Isaac Cruikshank, 1796.
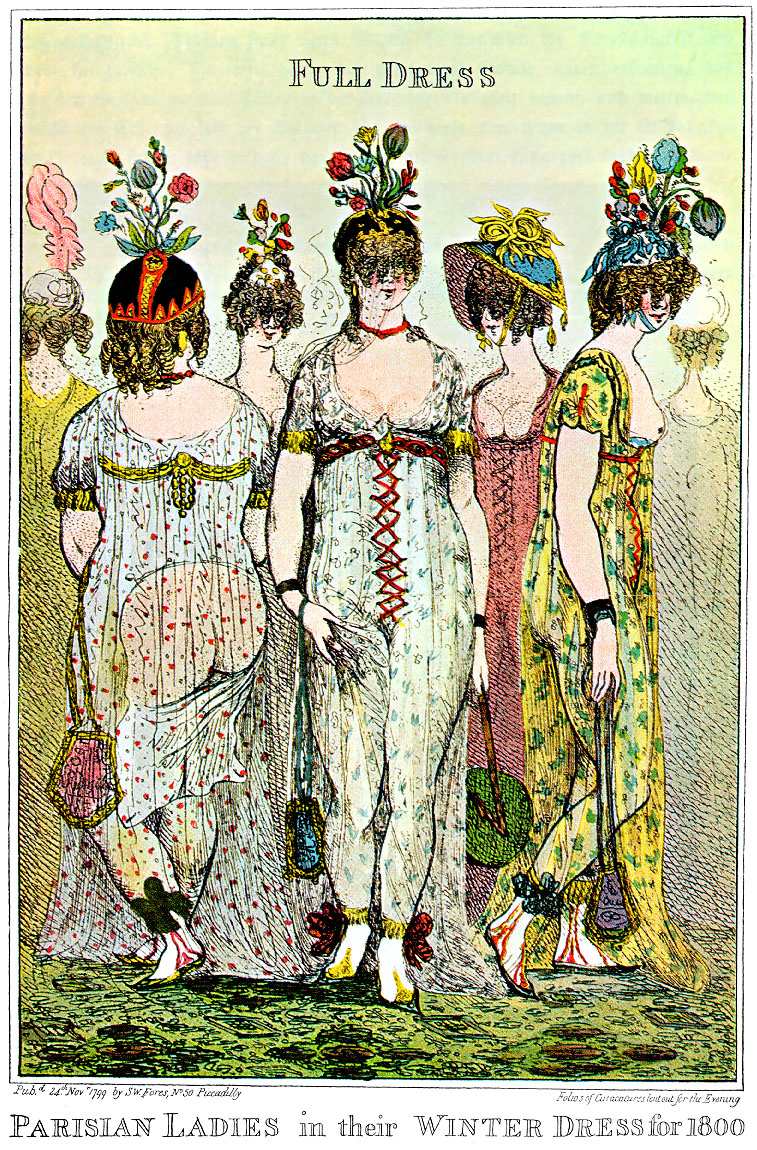
Parismodet. Satirisk teckning av Isaac Cruikshank, 1799.

## Hälsa och komfort
År 1991 fann en studie i Harvard att kvinnor som konsekvent är behålösa har en tydligt sänkt risk för bröstcancer i förhållande till kvinnor som använder behå. Denna studie och två kontroversiella böcker av Sydney Ross Singer och Soma Grismaijer, Dressed to Kill: The Link Between Breast Cancer and Bras, 1995, och Get It Off!, 2012, har skapat oro. Där påstås att en behå blockerar det lymfatiska systemet och att detta leder till ackumulerade toxiner och ökad risk för cancer. Etablerad medicinsk vetenskap ger dock inte stöd för detta, utan tvärtom avfärdas det av många institutioner. National Cancer Institute i USA fastslår att behå inte har visats innebära ökad risk för bröstcancer hos kvinnor. American Cancer Society (ACS) konstaterar "There are no scientifically valid studies that show wearing bras of any type causes breast cancer." National Institutes of Health konstaterar att "Breast implants, using antiperspirants, and wearing underwire bras do not raise your risk for breast cancer." I vissa länder går myndigheter och etablerade experter ut med information med budskapet att detta är en myt, där bland annat Australiens Cancer Council ger en pedagogisk översikt av troliga tankefel, medan vissa organisationer i ”No-Bra Movement” antyder att forskare kan vara köpta av underklädesindustrin. Riskfaktorerna för bröstcancer är komplexa och i de nordiska länderna tas den påstådda cancerrisken från behåanvändning inte upp bland rimliga riskfaktorer.

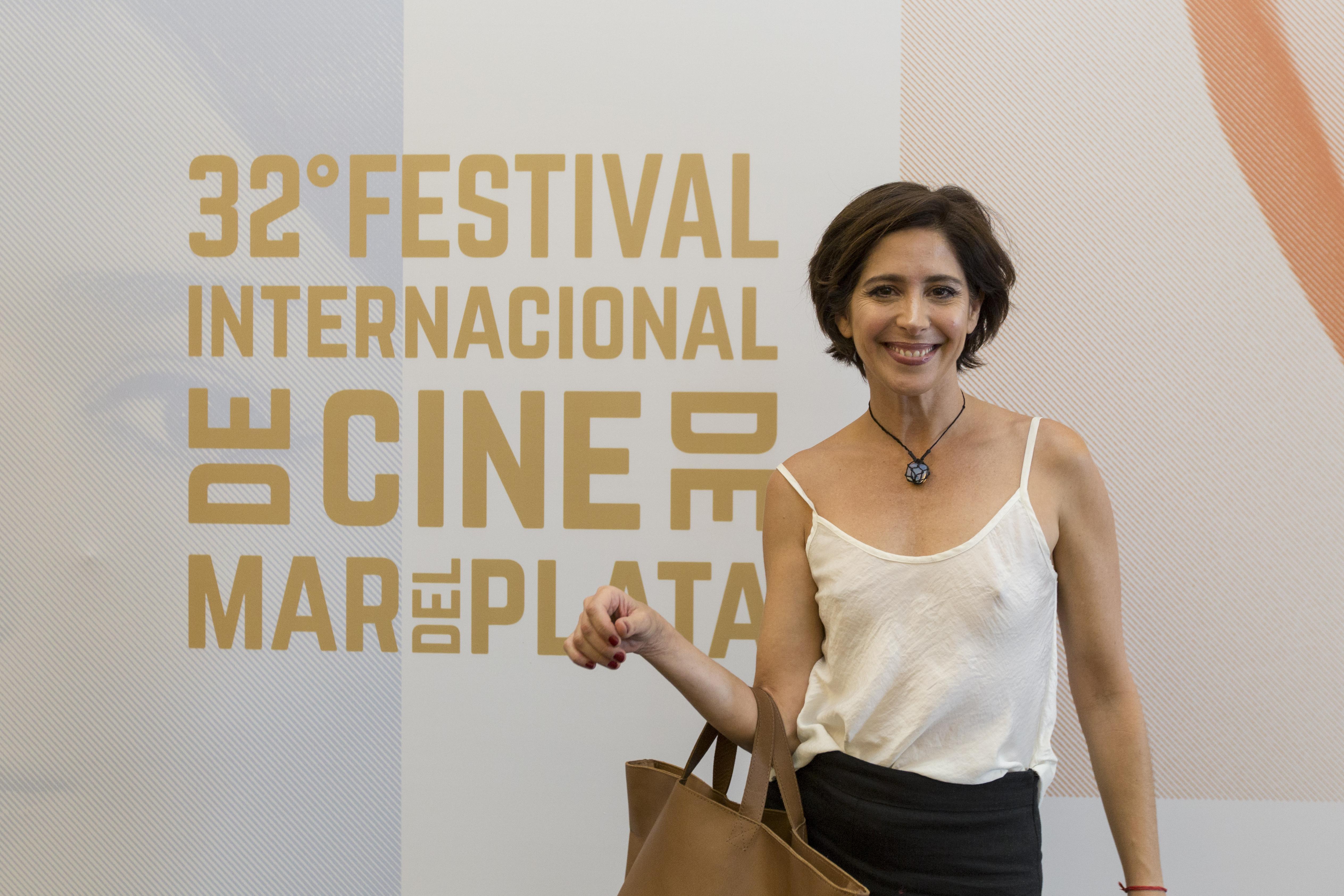
Upplevelsen av komfort är individuell. För många kvinnor är komfort skälet till att använda behå. Kvinnor som inte har behov av behå styrs mer av situation, tidens mode och omgivningens förväntan – men även de ytterst av komfort. Skådespelaren Laura Novoa vid en filmfestival 2017.

Komfort är det kanske största problemet med behåanvändning. För dem som vill och behöver använda behå kan det vara svårt att hitta en behå som passar. Det finns varierande internationella standarder, mått och storlekar, och stora anatomiska skillnader mellan olika kvinnor. Hos många kvinnor är det ena bröstet något större än det andra, och 25% av kvinnorna har större asymmetri. Kvinnor upplever ofta obehag och smärta från axlar, nacke, rygg, bröst och även störd andning på grund av sin behå. Kvinnor med större bröst har ökad risk för sådan diskomfort. Stora bröst är tydligt korrelerade till ökad smärta i axlar och nacke. De vanligaste förklaringarna till missnöje och avslutad behåanvändning är att behån känns obekväm och smärtsam.
Ett ofta framfört skäl till att använda behå är att bröstens form på lång sikt kan tyngas ner. Brösten stödjs av bindväven som finns mellan loberna, men eftersom bröstmusklerna sitter ovanför de relativt tunga bröstkörtlarna brukar bysten tyngas ner tidigt efter bröstutvecklingen, vilket påverkar formen. Stora förändringar i bröststorleken, som vid amning eller viktökning, kan ge bestående förändringar i formen om huden inte är tillräckligt elastisk. Professor Jean-Denis Rouillon vid Université de Franche-Comté i Frankrike, genomförde en studie under 15 år för att klargöra effekten av att bära behå. År 2013 presenterades resultaten, som fick stor uppmärksamhet. Hans resultat var att bröstvårtorna hos de 330 kvinnor mellan 18 och 35 som aldrig bar behå var som medelvärde 7 mm högre i relation till deras axlar varje år, än de som regelbundet bar behå. Han drog slutsatsen: ”Medically, physiologically, anatomically – breasts gain no benefit from being denied gravity. On the contrary, they get saggier with a bra”. Även en annan studie har givit liknande resultat.
Resultaten har uppmärksammats. Kirurgen Stafford Broumand på Mount Sinai Medical Center skriver: "For younger women, not wearing a bra will lead to increased collagen production and elasticity, which improves lift in a developing breast. Also, tension on the connective tissue and ligaments supporting the breast can be beneficial to prevent sagging." Läkaren Andrew Weil är mer kritisk, och för fram arv och antal graviditeter som mer betydelsefulla faktorer. I diskussioner uppmärksammas individuella skillnader.